# Darren Walsh
Darren Walsh (* 16. Januar 1989 in London) ist ein ehemaliger britischer Tennisspieler aus England.

## Karriere
Auf der ITF Junior Tour spielte Walsh zwischen 2004 und 2006 rund 50 Matches und erreichte dort Platz 207. Beim Grand-Slam-Turnier in Wimbledon erreichte er 2006 die zweite Runde des Doppels. 
Bis zu seinem Abschluss 2011 studierte er an der Southern Methodist University. 2014 schloss er an der Hochschule ebenfalls ein Masterstudium ab. Bei den World University Games 2015 gewann er im Doppel mit Joe Salisbury den Titel im Doppel.
Bei den Profis spielte er nur auf der ATP Challenger Tour und der ITF Future Tour. Er gewann acht Doppelsiege auf der Future Tour. Auf der Challenger Tour gewann er  das Doppelturnier in Morelos im Jahr 2015. Sein letztes Profiturnier absolvierte er 2016 in der Qualifikation von Wimbledon.

## Erfolge
| Legende (Anzahl der Siege)  |
| Grand Slam                  |
| ATP World Tour Finals       |
| ATP World Tour Masters 1000 |
| ATP World Tour 500          |
| ATP World Tour 250          |
| ATP Challenger Tour (1)     |

### Doppel

#### Turniersiege
| Nr. | Datum            | Turnier | Belag     | Partner        | Finalgegner                 | Ergebnis          |
| --- | ---------------- | ------- | --------- | -------------- | --------------------------- | ----------------- |
| 1.  | 20. Februar 2015 | Morelos | Hartplatz | Ruben Gonzales | Emilio Gómez Roberto Maytín | 4:6, 6:3, [12:10] |